# MOT (beneficenza)
MOT è una organizzazione non profit norvegese che si batte contro l'uso di droga e contro la violenza giovanile. In Norvegia, la parola MOT significa sia coraggio che contro.
Questa società è stata fondata nel 1994 da alcuni atleti norvegesi come Johann Olav Koss, Atle Vårvik e Bjørn Dæhlie. Ha venduto per beneficenza dei calendari nelle scuole e anche nei centri sportivi per i ragazzi. Inoltre, i team della prima divisione del campionato di calcio della Norvegia hanno sulle proprie maglie il logo della MOT, che ha preso questo nome a partire dal 1996.
Tra i sostenitori del movimento, troviamo il centravanti norvegese John Carew.